# National Space Centre

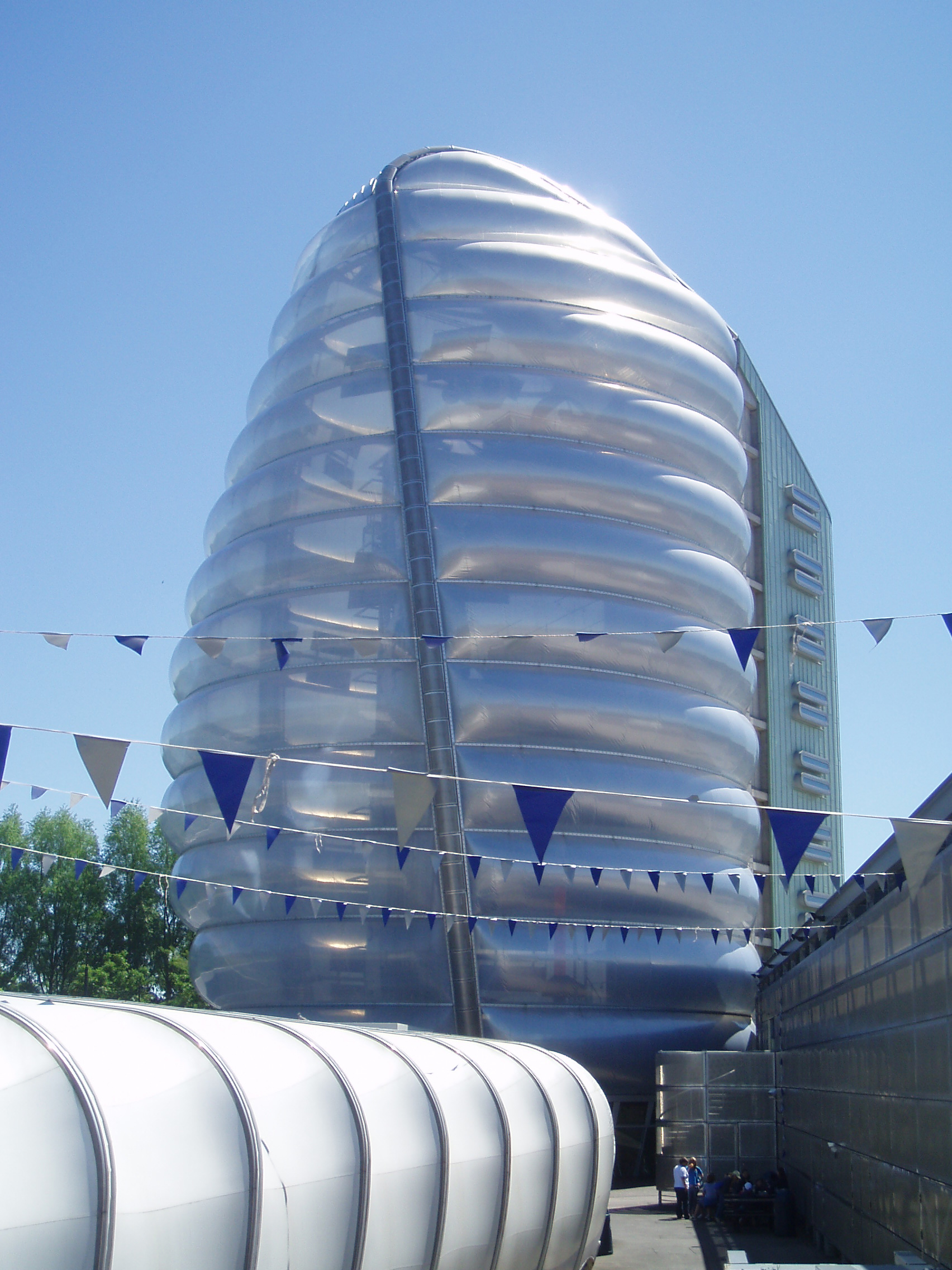
National Space Centre

Il National Space Centre (in italiano: Centro Spaziale Nazionale) è una delle principali attrazioni turistiche del Regno Unito dedicate alle scienze dello spazio e all'astronomia. È situato a Leicester vicino al fiume Soar. L'edificio è stato progettato da Nicholas Grimshaw e aperto al pubblico il 30 giugno 2001.
Il centro è nato dalla collaborazione tra il centro ricerche spaziali dell'Università di Leicester e le agenzie governative locali. Esso offre laboratori scientifici per gli studenti di tutte le età.
Il lander Beagle 2 lanciato su Marte è stato controllato dal centro di controllo operazioni d'atterraggio. Nel Centro è in esposizione il solo velivolo spaziale Sojuz conosciuto in Europa occidentale (uno è presso il Smithsonian Institution come parte del programma test Apollo-Sojuz).
Il centro dispone di sei principali gallerie di mostre e attività per i visitatori che coprono il volo spaziale, l'astronomia e la cosmologia. Tra le attrazioni è incluso la Digistar 3 cupola cinema e planetaria, un negozio di regali e un ristorante.
Nel 2007 il National Space Centre ha celebrato i 50 anni nello spazio: l'anniversario del primo satellite, lo Sputnik 1.